# 10・15モード燃費
10・15モード燃費（じゅう・じゅうごモードねんぴ、テン・フィフティーンモードねんぴ）は、日本で使われていた自動車の燃費測定方法（10・15モード）で測定した燃費である。市街地および郊外を想定した状況において、燃料1リットルでの走行距離を測定する。
2011年からは10・15モードに代わり、JC08モードで測定されている。

## 概要
かつて、燃費は一定の速度（日本では普通自動車の制限速度の上限である60 km/h）で試験走行を行った結果（定地燃費）を燃費として表示していた。しかし加速回数が多くなる市街地の走行では燃料の消費量が大きくなること、また、60 km/hにおける定地燃費を意識するあまり、極端なギア比と出力特性のエンジンを組み合わせた自動車が登場するなど、表記上の燃費と実際の燃費が乖離し実態とそぐわない状況が生じてしまった。そこで1973年（昭和48年）から運輸省で新たに採用されたのが、市街地を想定した10項目の走行パターンを想定した10モード燃費である。その後1991年（平成3年）に、運輸省は郊外を想定した15項目の走行パターンを加え、10・15モード燃費となった。
なお、このテストは実走ではなくシャシダイナモ上で行うが、その際に駆動輪に与える荷重は車両重量ごとに区分が分けられている。そのため、同じエンジンや駆動系を備える同一車種の中でも、グレードによってはわずかな重量差から負荷の区分が異なってしまい、燃費の差が生じている。例として、2代目フィットでは同じ排気量1.3 Lの前輪駆動車で、1,010 kgの車体が24.0 km/Lであるのに対して、1,030 kgの車体は21.5 km/Lとなる。また、前者にサイドエアバッグなどのオプションを装着すると、燃費表記は後者と同じ21.5 km/Lの扱いとなる。なお、定地燃費よりは乖離は小さいものの、依然として実際の燃費とは差が生じている。また、アイドリング状態の燃料消費も測定対象に入るため、停車中に自動的にアイドリングストップを行う一部の車種については極端に良い値が出ることもある。
- 国土交通省認可時の測定条件
  - 3,000 km慣らし走行後の車両
  - 完全暖機状態 60 km/h 15分暖機後モード測定
  - 走行抵抗設定 車両（空車）状態+110 kg（2名乗車分）
  - 搭載電気機器 OFF状態
  - エアコン OFF状態

2011年（平成23年）4月より、新試験モードとしてJC08モードに変更された事が、2006年（平成18年）11月1日付けで国土交通省より公示された。
10モードの走行パターンは都心部（靖国通り）、15モードは郊外（甲州街道）での走行パターンをモデルにしたとされる。

## 測定方法
- 10モード燃費測定
  1. アイドリング状態（20秒）
  2. 20 km/hまで加速する（7秒）
  3. 20 km/hをキープして走行（15秒）
  4. 20 km/hから減速して停止（7秒）
  5. アイドリング状態（16秒）
  6. 40 km/hまで加速する（14秒）
  7. 40 km/hをキープして走行（15秒）
  8. 40 km/hから20 km/hまで減速（10秒）
  9. 20 km/hをキープして走行（2秒）
  10. 20 km/hから40 km/hまで加速（12秒）
  11. 40 km/hから減速して停止（17秒）
- 15モード燃費測定
  1. アイドリング状態（65秒）
  2. 50 km/hまで加速する（18秒）
  3. 50 km/hをキープして走行（12秒）
  4. 40 km/hに減速して走行（4秒）
  5. アクセルをオフにした状態（4秒）
  6. 40 km/hから60 km/hまで加速（16秒）
  7. 60 km/hをキープして走行（10秒）
  8. 60 km/hから70 km/hまで加速（11秒）
  9. 70 km/hをキープして走行（10秒）
  10. 70 km/hから50 km/hまで減速（10秒）
  11. 50 km/hをキープして走行（4秒）
  12. 50 km/hから70 km/hまで加速（22秒）
  13. 70 km/hをキープして走行（5秒）
  14. 70 km/hから減速して停止（30秒）
  15. アイドリング状態（10秒）

上記10モードでの測定3回、15モードでの測定1回の結果から算出される。この間、車両から排出されるガス中のHC、CO、CO2の排出量（g/km）を測定し、カーボンバランス法により燃費を計算する。